# Yekaterina Volkova
Pour les articles homonymes, voir Volkova.
Yekaterina Guennadievna Volkova (en russe : Екатерина Геннадьевна Волкова), née le 16 février 1978 à Jeleznogorsk, est une athlète russe spécialiste des courses de demi-fond (1 500 mètres et 3 000 mètres steeple).

## Dopage
Le 24 mai 2016, Yekaterina Volkova figure sur la liste des 31 athlètes contrôlés positifs à la suite du deuxième test des échantillons des Jeux olympiques de Pékin en 2008 où elle avait remporté la médaille de bronze. Le 26 octobre 2016, le Comité international olympique annonce sa disqualification des Jeux de Pékin en raison de la présence d'Oral-Turinabol dans les échantillons prélevés lors de ces Jeux.

## Palmarès

### Jeux olympiques d'été
- Jeux olympiques d'été de 2008 à Pékin
  -  Médaille de bronze sur 3 000 m steeple Disqualifiée pour dopage

### Championnats du monde d'athlétisme
- Championnats du monde d'athlétisme de 2005 à Helsinki ( Finlande)
  -  Médaille d'argent sur 3 000 m steeple en 9 min 20 s 49
- Championnats du monde d'athlétisme de 2007 à Osaka ( Japon)
  -  Médaille d'or sur 3 000 m steeple